# Tannières
Tannières – miejscowość i gmina we Francji, w regionie Hauts-de-France, w departamencie Aisne.
Według danych na styczeń 2014 roku gminę zamieszkiwało 15 osób, a gęstość zaludnienia wynosiła 5,8 osób/km².